# مزيج (إب)
مزيج هي إحدى قرى الجمهورية اليمنية. تتبع جغرافيا لمحافظة إب وإداريًا لمديرية الرضمة. يبلغ تعداد سكانها 1116 نسمة حسب الإحصاء الذي أجري عام 2004.